# Celleporina pygmaea
Celleporina pygmaea är en mossdjursart som först beskrevs av Norman 1868.  Celleporina pygmaea ingår i släktet Celleporina och familjen Celleporidae. Inga underarter finns listade i Catalogue of Life.